# Siltasaari (ö i Päijänne-Tavastland, Lahtis, lat 61,42, long 25,68)
Siltasaari är en halvö i Finland. Den ligger i sjön Auhjärvi och i kommunen Sysmä i den ekonomiska regionen  Lahtis ekonomiska region  och landskapet Päijänne-Tavastland, i den södra delen av landet, 140 km norr om huvudstaden Helsingfors.